# Pharyngomonada
Pharyngomonada es un subfilo de Percolozoa, protistas que durante su ciclo de vida alternan entre etapas ameboides, flagelados y quistes. Incluye solo el género Pharyngomonas, organismos fagotrofos que viven en hábitats hipersalinos. La etapa flagelada presenta cuatro flagelos, estando los centrosomas de cada par organizados de forma ortogonal. La alimentación se realiza utilizando un surco de alimentación ventral con una prominente citofaringe.